# زهرة والسيف المضيء
زهرة والسيف المضيء (بالإنجليزية: Soar High! Isami ؛ باليابانية: 飛べ！イサミ، "توبى ايسامي") هو مسلسل أنمي ياباني من أعمال مجموعة تي.إي.سي. بدأ عرضه في اليابان منذ 8 أبريل 1995 و دبلج فقط للإسبانية وللعربية من طرف أستوديو تنوير في سوريا ليعرض في أواخر التسعينات.
تدور قصة المسلسل حول بنت صغيرة في الصف الخامس تكتشف أنها من سلالة الشينسنغومي من عهد الساموراي، هي و عدد من زملائها في الصف عندما تجد أغراض سحرية لأجدادهم مع رسالة تطلب منهم محاربة منظمة الكوروتنجو الأشرار ("غربان التنغو"، و التنغو وحش في أساطير اليابان معروف بأنفه الطويل، في الدبلجة هي "منظمة الغربان").

## الدبلجة العربية
تتميز دبلجة أستوديو تنوير السورية للغة العربية التي أخرجت في 1998 لهذا العمل بأنها كانت أمينة للعمل الأصلي.
- أغنية البداية: إيمان الأمير
- أداء صوتي:
- أمل حويجة
- موفق الأحمد
- ملك مرقدة
- أيمن السالك
- مجد ظاظا
- ميادة درويش
- حنان شقير
- منصور السلطي
- رامي حنا
- كمال البني

## روابط خارجية
- زهرة والسيف المضيء على موقع ANN anime (الإنجليزية)